# 宁波诺丁汉大学
宁波诺丁汉大学（英語：University of Nottingham Ningbo China，又称University of Nottingham - Ningbo），简称宁诺（UNNC），是一所成立于2004年的中外合作大学。该校由英国诺丁汉大学与浙江万里学院在2004年5月合作设立，是中国教育史上第一所具有独立校园、独立法人资格的中外合作大学。
学校位于浙江宁波，设有理工学院，商学院，和人文社科学院；开设29个本科专业和18个研究生专业，面向国内外招收本科生、硕士研究生和博士研究生。截止2020-21学年，学校现有教职员工900余人，学生8000多名，其中有500名博士生；国际生占比约7%。
在教学方面，宁波诺丁汉大学遵循英国诺丁汉大学的教育体系，全部采用英文授课。本科毕业生同时获得英国诺丁汉大学和宁波诺丁汉大学的学位证书；研究生获得中国教育部认可的英国诺丁汉大学学位。

## 与英国本部的关系
英国诺丁汉大学具有100多年的办学历史。英国诺丁汉大学是許多大学集團的成员，包括被譽為英國常春藤的研究聯盟罗素大学集团、萨顿信托13、Universitas 21、英联邦大学协会和欧洲大学协会等。诺丁汉大学也是国际顶尖研究型大学团体U21 的创始成员之一，其多项专业实力享誉国际。在英国高等教育研究水平报告中，诺丁汉大学位列全英第8位， 2017 年荣获英国政府教学卓越框架金奖。在2026年QS排名中，位列全球第97名。宁波诺丁汉大学全面的采用了英国诺丁汉大学本校的教育模式，宁诺办学接受国际第三方评审机构监督，是唯一获得英国高等教育质量保障署（QAA）认可的中国高校。

## 招生
宁诺面向国内外招收本科生、硕士研究生和博士研究生，注册学生人数8000多名，来自世界上70多个国家和地区。宁诺至今已培养了13届本科毕业生、14届硕士毕业生，并从2009年起招收博士研究生。
寧波诺丁汉大学本科阶段的招生纳入中国内地的普通高等教育招生计划，對中國大陆學生以高考成绩作為招生依據，針對國際學生的入學資格則和诺丁汉大学體系相同。而硕士、博士阶段则以不低于英国本校的标准自主进行。

## 校园
宁波诺丁汉大学位于鄞州区泰康东路199号，占地面积887亩。
宁波诺丁汉大学的校园拥有一个全球化的师生群体。在学校8,000多名学生中， 7.7%来自香港、澳门、台湾以及世界70个国家和地区。外籍教师在学术老师中占比70%。宁诺的教学和官方工作语言为英文。图书馆藏书90%为英文原版书，并与英国诺丁汉大学、马来西亚诺丁汉大学资源共享。

## 学术与教学

### 院系设置
宁波诺丁汉大学拥有商学院、人文与社会科学学院、理工学院三大学院。宁诺所有工程类专业全部获得国际专业协会的认证，商學院获得EQUIS（全球商科教育领域三大最具影响力认证体系之一）认证，目前其他擁有本認證的中国大学有上海交通大学、北京理工大学、北京交通大学、北京师范大学等21所大学。 
在软科发布的“2020中国大学排名”中，宁波诺丁汉大学位列全国68位。在软科“2020年世界一流学科排名”中，宁诺上榜学科3个，是上榜数量最多的中外合作办学高校 （管理学、工商管理学、经济学）。工程学学科持续稳居ESI全球学科排名前1%。
宁诺所有课程精选英国诺丁汉大学优势专业，与中国发展需求相结合。课程设置在涵盖专业知识的同时，重视培养学生的综合素养和实践能力。

#### 理工学院 (FoSE)
理工学院（英語：Faculty of Science and Engineering）内包括:
- 电气类：
  - 土木工程（CE）
  - 建筑环境与能源应用工程（AEE）[7]
  - 电气工程及其自动化（EEE）
  - 工业设计（PDM）
  - 材料成型及控制工程（ME）
  - 航天航空工程（AE）[8]
- 化工与制药类：
  - 环境工程（EE）
  - 化学工程与工艺（ChE）
- 计算机科学与技术：
  - 计算机科学（CS）
  - 计算机科学与人工智能（CSAI）
- 数学与应用数学（MAM）
- 环境科学（EnS）
- 建筑学（Arch）
- 统计学（Sta）
- 化学（Chem）

#### 人文与社会科学学院 (FHSS)
人文社会科学学院（英語：Faculty of Humanities and Social Sciences）包括：
- 经济学（Eco）
- 国际经济与贸易（IET）
- 国际传播学（IC）
- 国际事务与国际关系：
  - 国际学（IS）
  - 国际学与法语/德语/西班牙语/日语（ISL）
- 英语：
  - 英语语言文学（ELL）（2+2）
  - 英语与应用语言学（ELAL）（4+0、2+2）
  - 英语研究与国际商务（EIB）（4+0）
- 语言中心（英語：Language Centre）

#### 商学院（中国）(FOB)
商学院（英語：Faculty of Business）包括：
- 国际商务
  - 国际商务管理（IBM）
  - 国际商务与国际传播学（IBC）
  - 国际商务与法语/德语/西班牙语/日语/韩语（IBL）
  - 国际商务经济学（IBE）
- 财务管理
  - 金融财务与管理（FAM）

### 研究
根据研究评估2008年的数据，在诺丁汉大学超过90％的研究是达到国际水准的，所有的研究中有将近60％被评为“世界领先水平”或“国际级优异评价”。在27门学科领域里，它排在英国前十，有14门学科排名前五。
宁波诺丁汉大学持续推行“李达三首席教授”人才计划，引进25名世界级学科带头人引领重点领域科研创新。目前，宁诺已建成多个科研平台，包括：
- 诺丁汉大学卓越灯塔计划（宁波）创新研究院

引进英国诺丁汉大学最前沿的科研资源，打造国际顶尖的科研创新平台。
- 诺丁汉（余姚）智能电气化研究院

世界领先的电机研究和开发团队，参与整体提升国产大飞机航空发电机系统的研发。
- 普惠金融中心

第一个由中国人民银行系统与中国高等教育合作建立的研究机构。

### 师资
宁波诺丁汉大学拥有450多名学术老师，其中核心教师均来自于英国诺丁汉大学本部。十三五期间，宁诺从世界一流名校如牛津、剑桥等引入知名教授40多位。在校教师100%具有在国际一流高校执教或研究工作经验。
所有在諾丁漢大學體系任職的教育人員皆由英國校區統一進行資格審查及招聘，海外校區的核心師資成員則直接由英國校區指派。

## 相关事件
2006年2月23日，中国共产党浙江省委员会时任书记习近平参加了宁波诺丁汉大学校园落成典礼。

### 电视剧涉及同名学院名称
在2017年11月1日湖南卫视晚间十点档周播剧青春进行时上映的《路从今夜白之遇见青春》第一集中，顾夜白与路悠言在对话中称诺丁汉大学的同学“无非就是能按时交个作业”、“混张文凭”，亦出现了所谓的诺丁汉大学校门（实为浙江万里学院的校门，“诺丁汉大学”字样为剧组后期剪辑而成）。此行为引起宁波诺丁汉大学學生的极度不满。該校學生開始在路从今夜白之遇见青春的官方微博下留言，要求剧组致歉并删除剧集中相关内容。11月2日，宁波诺丁汉大学校方发布邮件，称将会采取法律手段维护学校权益与形象。11月7日晚，宁波诺丁汉大学在其官方微信账号上发文，表明已收到来自剧组的致歉函，且原视频中涉及侮辱诺丁汉大学的桥段也正被逐步删除。在該剧开播前宣传剧情角色介绍当中，用“G大”取代了「諾丁漢大學」。

## 外部連結
- 英国诺丁汉大学官网（页面存档备份，存于）
- 宁波诺丁汉大学官网（页面存档备份，存于）
- 诺丁汉大学马来西亚校区官网（页面存档备份，存于）